# クエーカー
クエーカー（英: Quaker）は、キリスト教プロテスタントの一派であるキリスト友会（キリストゆうかい、Religious Society of Friends, フレンド派とも）に対する一般的な呼称である。友会は、17世紀にイングランドで設立された宗教団体である。
清教徒革命（イングランド内戦）の中で発生した宗派で、教会の制度化・儀式化に反対し、霊的体験を重んじる。この派の人びとが神秘体験にあって身を震わせる（quake）ことからクエーカー（震える人）と俗称されるようになった。会員自身はこの言葉を使わずに友会徒（Friends）と自称している。クエーカーという名称は、創始者ジョージ・フォックスに対して判事が使った言葉に由来する。

## 概要

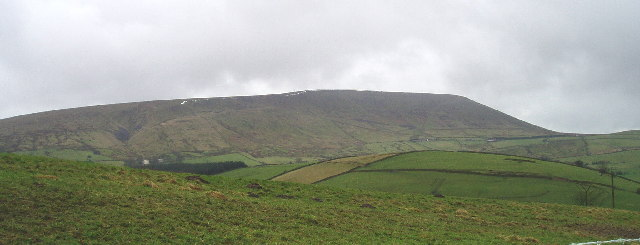
フレンド派の歴史上重要な場所「Pendle Hill」

キリスト友会（-ゆうかい）は一般にクエーカーまたは友会徒として知られ、17世紀にイングランドで作られた宗教団体である。クエーカーは歴史的平和教会のひとつとされ、世界各地に集会がある。イングランドで始まり、クエーカーの教義は、主にアメリカ合衆国、ケニア、ボリビアといった国々に広まっていった。クエーカー教徒が集中しているアメリカ合衆国東部ペンシルベニア州フィラデルフィアのようなところがあるが、相対的に信者の数は少ない（全世界で約60万人、内訳は北米約12万人、英国約4万人）。
友会には全信者に向けた経典や正式な教義箇条のようなものはないが、信者間にある一定範囲の教義的な合意はみられる。最も中心にある考えは、内なる光である。この内なる光はそれぞれの信者に力を導き、数通りの方法で理解されているものであるが、教団内の様々な分派に受け入れられている。
内なる光の信仰は、証言（Witness「信仰的証し」の意)と呼ぶ幾つかの主要概念の発展につながっている。証言には平和、男女・民族の平等、質素な生活、個人が誠実であり続けることなどがある。詳細は下記に述べる通りである。

## 名称

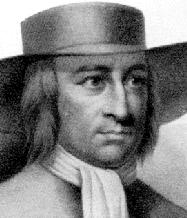
ジョージ・フォックス、クエーカーの創立者で初期の指導者の一人

初期のクエーカーにつけられた様々な呼称は今でも言及されることがある。例として以下があげられる。
- 求道者（Seekers）
- 聖者（Saints）
- 光の子（Children of the light）
- 真理の友（Friends of the Truth）
- クエーカー（Quakers）
- キリスト友会（Religious Society of Friends）
- 友会（Society of Friends）

初期のクエーカーは自らを背教の時代の後の真のキリスト教会を回復するものと考えていた。そのため、この時期自らを単に聖者または光の子と呼んでいた。もう一つの公の名称は、真理の友であり、真の状態を示す「内なる光」として初期のクエーカーの教義の中心点を反映していた。
「クエーカー」という名称は、ジョージ・フォックス師がダービーのベネット判事に神名冒涜罪で裁かれた1650年に初めて使われた。フォックスの手記に依ると、ベネットは「私たちが神の言葉でわが身を震わせた故にクエーカーと呼んだ」。（ここでフォックスは「神の言葉」でキリストを表そうとしている。）確かに初期の友会は、会合で体を震わせ振動させ、聖書に現れる現象である「振動」を守ることに多くの論説を割いている。会員には（フォックスを含めて）この呼び名を嫌がる人がいるが、それにもかかわらず、定着し始めた。「光の子供たち」として知られるようになる1654年のレスターシャーの会合の後に明らかに試みられたが、定着しなかった。
キリスト友会（Religious Society of Friends）はだいぶ後の18世紀に使われるようになる。今日、この名は正式名称として残っているが、因みに「クエーカー」は明確にするためによく付け加えられている。会員にはreligiousという言葉に反対してフレンド会（Society of Friends）を名乗る人もいる。年会のような最大のクエーカー組織では「キリスト友会」を使うものの、この理由から月会ではreligiousを使わないところも多い。

## 歴史

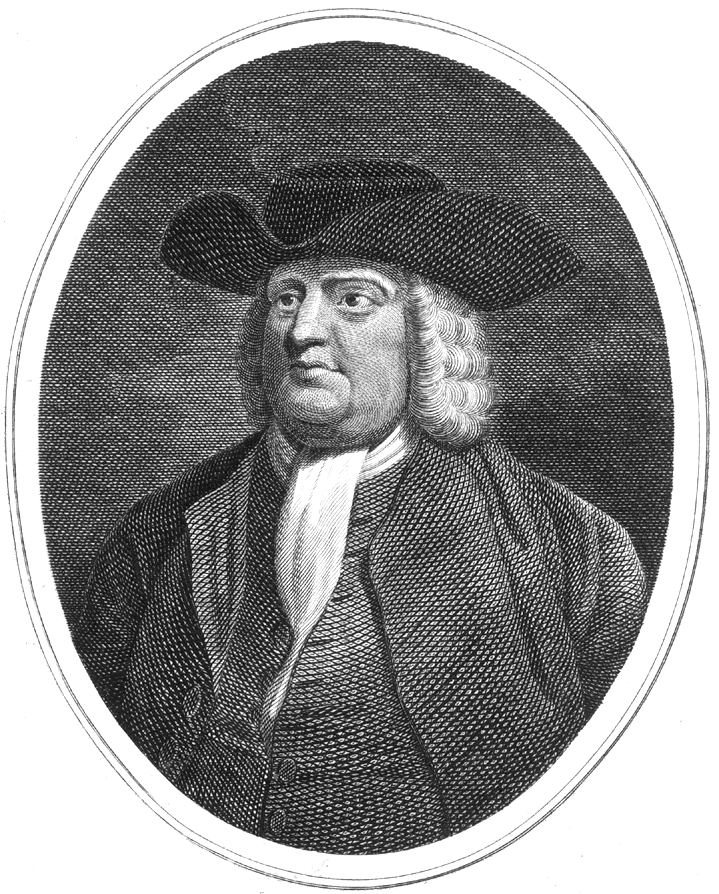
ウィリアム・ペン、ペンシルベニア州の創設者

クエーカーの活動は、1650年代初めに清教徒革命を経て成立したイングランド共和国で始まった。ジョージ・フォックスが創始者で、少なくとも初期に最も重要な役割を果たしたと考えられる。
1647年にフォックスが布教を開始、信者を増やしたクエーカーは共和国から異端扱いされ、しばしば弾圧された。内なる光の考えが涜神だとして逮捕されたり、ピューリタンの礼拝を妨害したりなど、信者が共和国に逮捕・投獄される例が頻繁に起こった。背景には護国卿オリバー・クロムウェルが考える宗教政策とクエーカーが相容れないという事情があった。独立派・長老派・バプテストを中心とした国家教会制度の実現を目指し、プロテスタント諸宗派の緩やかな統合を進めながら、クエーカーなど他の宗派は良心の自由を重視しつつ政府に反抗しない限り存続を認めるという、クロムウェルの制限された自由をクエーカーが認めないため両者の確執は収まらなかった。クロムウェルの自由のための抵抗を容認する姿勢とクエーカーの平和主義が合わないことも対立の1つになっていた。
なお、思想的にクロムウェルと対立していたクエーカーたちだったが、クロムウェル本人には好印象を抱いていて、フォックスを含めて彼と会った人々は信仰問題では一歩も譲らない姿勢と相手の話をよく聞く寛容な姿勢を書き残している。とりわけフォックスは度々クロムウェルと会い宗教について議論を交わし、1658年にも臨終間際のクロムウェルに招かれているが、重体のため医者に面会を断られている。
活動が拡大すると、反対と迫害を受けはじめた。クロムウェル亡き後の王政復古でクエーカーはクラレンドン法典で取り締まり対象となり、1688年の名誉革命および翌1689年の寛容法でこの状態から脱し信仰を認められたが、公職には就けなかったため実業界へ身を投じたり、人道・博愛主義を通して社会改革に尽くす方を選んだ。
クエーカーはイギリスの島々だけでなく植民地でも投獄され、殴打された。マサチューセッツ湾では信仰を捨てなかったために処刑されたクエーカーもいる（最も有名なのは、メアリ・ダイアーである）。ペンシルベニア州はウィリアム・ペンが1681年にクエーカーが安全に暮らし信仰を守れる安住の地として作り上げた。迫害にもかかわらず、活動は急速に強く結びついた組織に成長した。
19世紀、イギリスでは全体として結びつきが依然強かったとはいえ、アイルランドとアメリカ合衆国の友会徒は、分裂していった。 

### ヒックス派と正統派の分裂
1827年、エリアス・ヒックスは普遍的救済の信仰を提唱したため追放された。が、翌年ヒックスに共感する多くの友会徒が年会に類似した会合を開いて分派していった（ヒックス派という）。ヒックスに従わなかったクエーカーは、正統派と呼ばれている。

### ウィルバー派とガーニー派の分裂
アメリカの正統派は、イングランドのジョゼフ・ジョン・ガーニーとロードアイランド州のジョン・ウィルバーの大陸を跨いだ論争に明け暮れた。ガーニーは聖書の権威を強調し、他のキリスト教団と密接に活動することを好んだ。反対にウィルバーは第一に聖霊（例えば内なる光）の権威を守ろうとし、聖職者が聖霊に導かれる友会の伝統を弱体化していると考えた。ウィルバーは1842年に審問により年会から追放された。続く数十年、ウィルバー派とガーニー派が多数現れた。

### ビーン派
ジョエル・ビーンは自分の仲間たちに忍び寄る過激な福音主義に反対する正統派であった。アメリカ合衆国西部に新しいクエーカーの組織を結成した。「ビーン派」あるいは独立派は、「普遍的キリスト中心主義」を掲げるヒック派とウィルバー派を合わせたものに似ている。

## 支部組織
多くの宗教団体同様、現在のキリスト友会は進化や変異、分裂を経ていくつかの分派に分かれている。

### イギリスのクエーカー
イギリスでは友会の歴史を通じて高度の組織的な結合が見られる。各地の友会の集会は、準備集会と呼ばれている。数箇所で月会が行われ、その月会で月例の事務会が行われる。全国の月会の代表者によって年に一度「年会」が開かれる。また一年を通して社会活動などの年会の仕事を遂行する受難のための集会（Meeting for Suffering)が常時活動執行部の役割をしている。これはもともと迫害期に収監された信徒の残された家族の厚生を守るために作られた委員会であるが、現在まで存続し事実上米国のフレンズ奉仕団に相当する活動をしている。

### アメリカ合衆国のクエーカー
アメリカ合衆国の友会は、イギリス以上に細分化されているが、依然共通点が多い。礼拝の形態には2種類あり、礼拝式次第（プログラム）のある集会（Programmed Meetings）とない集会（沈黙集会、静粛集会）（Unprogrammed Meeting）の2つがある。このような違いは、米国における友会歴史的分派に由来している。
プログラムのない集会（静粛集会）の方の最小単位は、集会（Meeting）または月会（Monthly Meeting）と呼ばれ通常日曜日ごとの礼拝を行っている。こうした集会は、礼拝に決められた礼典の次第がないため「プログラムなし」と呼ばれている。誰かが語り始めるまで沈黙を保つことになっている。聖職者はいないが、様々な委員会や役職が、他宗派では聖職者が行うような重要な役割を果たすことが可能である。こうした人々は、牧会監督会、牧会評議会、集会書記、長老、重心会友（Weighty Friends)と呼ばれることが多い。通常書記は聖職者に相当する管理業務をこなせる人が任命される。数箇所の月会は、季節会と呼ばれる地域会合を形成し、更に通常年会と呼ばれる大きな会合を形成する。
プログラムのある会派は、友会徒教会（Friends Church）と呼ばれることが多い。通常牧師を置いており、いわゆる按手礼を受けた聖職者でなく平信徒の牧会担当者であるが、正式の牧会・神学教育を受けている場合が多い（ちなみにクエーカーの神学校はインディアナのアーラム・カレッジにあるアーラム神学校　Earlham School of Religionである。）。牧師の仕事は、礼拝の進行と賛美歌・礼拝・説教・牧会カウンセリングなどである。プロテスタント教会に似ているが、多くは沈黙の時間のプログラムなしの方式を一部取り入れている。
プログラムのあるクエーカー教会は、プロテスタントの主流派に類似しているが、多くのクエーカーは、自分たちの教義をプロテスタントでもカトリックでもなくキリスト教第3の道と考えている。現在のクエーカーの信仰は幅広く、信者の中にはキリスト教徒を自認している者から、無神論的傾向(nontheistic)をもつ者など様々であるが、少なくとも北米・英国では大多数がキリスト教の中でもリベラルな傾向を持っている。 
友会徒の集会には上記の中間のような会合もある。

## 組織
世界で友会徒の手で学校が多く作られている。
全国あるいは地域ごとの組織は、年次会合と呼ばれている。
幾つかの年次会合は更に大きな組織（友会徒総会（FGC）、友会徒連合会議（FUM）、国際福音友会徒（EFI）の3長老会）に属している。（各団体はアメリカ合衆国で最大の組織である。）FGCは最もリベラルな解釈を採る団体であり、EFIは最も保守的な団体である。FUMは3つの中では最大の団体である。それぞれ独立した月例会がある一方で、更に大きな組織に加わる月例会がある。
友会徒世界諮問委員会（FWCC）は様々な友会徒団体を緩やかに結びつける国際組織である。FWCCは1937年の世界友会徒会議（アメリカ合衆国ペンシルベニア州スウォースモア）で「世界の友会徒同士の更なる理解を深めるべく最大限諮問活動を（特に合同会議と相互訪問の奨励と目的にむけて指導する研究と活動の収集と配布により）行うべく」設置された。約70の年次会合と支部から任命された約175人が、3年おきにトリーニアルズで相互の連携を深める目的で集まっている。FWCCは世界で最も多様性のある友会徒を目指している。
様々な連合組織にワシントンに拠点を置くロビー活動団体友会徒全国立法委員会（FCNL）、アメリカフレンズ奉仕団（AFSC）のような奉仕団が数団体、クエーカー国連事務所、クエーカー平和と社会福祉、友会徒ボーイ（ガール）スカウト委員会もある。

## 教義

### 具現する神
フォックスたち初期のクエーカー伝道師は、全ての人に神父・牧師や聖餐による取り次ぎがなくても神が現れると信じていた。フォックスは手記に「キリストは人々を導き給うために遣わされた」と記した。
友会はよく「神は全ての人に現れる」、「内なる光」、「内なるキリスト」、「内なるキリストの聖霊」などの多くの言葉で言い表してきた。友会は皆が「神の具現」を拒んでいると信じているから、クエーカーの道の多くは、内なる指導が語ることを聞くことに重点が置かれている。アイザック・ペニントンは1670年に記している。「キリストの声を聞き、書いたものを読んでも十分ではないが、私の根本、生活、起源をキリストに感じるには、十分である。」

### 神秘主義
クエーカーの信仰はよく神秘主義といわれるが、2つの理由から他の神秘主義とは異なっている。
まずクエーカーの神秘論は、主として個人より集団を対象にしている。プログラムなしのクエーカーの集会は、集団神秘主義が現れる場所、すなわち参加者全員が共に聖霊の声に耳を傾ける場であると考えられている。
次にクエーカーの神秘主義は、直接外部に現れることを強調する。この世から逃避するのではなく、クエーカーの神秘論は、個人の神秘主義をこの世における現実の行動に転化する。行動は次々と更に大きな精神的な理解に（全体として個人と集会で）導いていく。クエーカーは導きとして特別な行動を取る聖霊の呼びかけに言及する。ジョン・ウールマンは（この場合、奴隷制度廃止運動）個人や集団がどのように世界を遍く良い方向に変えてゆけるかの一例である。この過程で聖霊は新しい方法で自身を表し、集団の神秘主義を示している。

### 聖書
初期の友会は、キリストは神の言葉（聖書ではない）であると信じていて、例えばロバート・バークレイに依ると聖書の言葉は、「泉の告白であって、泉そのものでなく、従ってあらゆる真理と知識の根源をなすものでもいまだ信仰と礼法の十分な基本形と考えるべきではない。」（『弁証』）
しかし初期の友会はキリストは聖書を否定する方法で導くことは決してないだろうと信じ、聖書を作ることは、数多くの論争を引き起こす聖霊に対し今日よりも見下していた。
後に聖書が教えていると思われることと友会が聖霊にどのように導かれていると信じるかという論争が、起こり始めた。友会徒にこうした論争で聖書は信ずべきものであり、事実上聖霊が決して聖書と相反する方向に導くことは決してないだろうとする初期の友会との明白な信仰をなすと決定する者がいた。例えば1887年のリッチモンド宣言は、その他のことに触れて、「聖書と相反する」いかなる行為も、聖霊が直接導く場合でも、単なる妄想と思わなければならないと宣言した。今日福音派友会徒は聖書は信ずべきもので、個人的な指導は、教義と矛盾するなら相容れないものであると信じている。
別の友会徒は、一部はリベラル・プロテスタンティズムのような運動の高揚で、事実聖書と相反する方法で導くことは可能で、そのような場合、聖書の言葉が方向を示してくれると考えた。依然として他の友会徒は聖書を完全に拒否し（あるいは無視し始め）、そのために多くの容認派の友会徒（大抵は非プログラム派）にキリスト教徒でない友会徒が出現することとなる。
しかしながら、ほとんど全ての現代の友会徒が、内なる光に継続的に導かれる必要を信じている。従って神の啓示は、聖書に制約されず、今日でさえ続いていて、この教義は「継続的啓示」（continuing revelation）として知られている。この解釈から証言(または信仰的証し）として知られることになる共通の信仰形態が出現した。（詳細は証言を参照のこと。）

## 信仰と友会徒の活動

### 信仰
クエーカーは信仰箇条のない宗教である。ジョージ・フォックスは神学者を「観念論者」として追放し、現代のクエーカーは、他の多くの宗派より神学について頭を痛めることは少ない。このことが友会徒のあいだに、原理主義から新世代の普遍主義まで幅広い神学理解を可能にしている。クエーカーは終末より現世に忠実であろうとする。
友会は聖霊の声がある時点で完結してしまうことは不可能で、歴史が示すように神の啓示が続いていると考えている。形式的な教義は、更なる進展の障害となるものである。

### 聖餐（聖礼典）
初期の友会徒は、神聖が個人の生活の（生活全般が神聖である）全てに現れると考え、どんな特別な儀式や聖餐式を行うことも必要ないと信じた。そのため、入会の儀式として洗礼は行わなかったし、礼拝の方法は、正統派のキリスト教徒からは異端とみなされた。友会徒もどんな食べ物も聖餐式を行えることは信じている。

### 質素な生活
クエーカーの生活で多く見られる通り、質素な生活を実践することは、時を越えて行われてきたが、クエーカーの思想を形作る基本となっている。こうした基本は現在質素・平等・誠実の証言となっている。友会徒は話をするときと同様に衣服と外見に質素を実践している。
クエーカーは3つの関心事（華美を求める虚栄と優越、最新の衣装を着ようとする迎合、流行を追い求め装飾品に金を使う浪費を避けること）と呼んで無地の服を着ていた。ある時代にはこの質素を実践することで、容易に友会徒を区別することができた。多くの人は今もクエーカーというと男性はつばの広い帽子に鼠色か茶色の服、女性は無地の服とボンネットを連想する。こうした明確な実践は、今日ではほとんどのクエーカーが行っていないが、基本はまさしく今まで通りクエーカーには重要であり、ほとんどの友会徒は、新しい方法で日々暮らしている。
質素に話すことは、また別の関心事（正直に、身分差別することなく異教の名残のないよう真実を話すこと）と呼んでいる。こうした基本姿勢は、宣誓の言葉を並べ立てるよりも明言し、値切らず、尊称の使用を避けて二人称代名詞を使い、月の名前（Januaryなど）や通常の曜日の名称を使わず、番号を使って実践した（たとえば「日曜日」といわず、「第一日」というなど）。

### 平等主義
クエーカーの平等主義については平等の証言を参照のこと。
初期のクエーカーの思想は、当時としては驚くべき男女平等を信じるなど強い内面的な平等主義の思想があった。男女は礼拝で語るのに対等の権限が保障されていた。ジョージ・フォックスの妻マーガレット・フェルは、夫のようにクエーカー運動の初期には冊子を数冊発行する声であり学者であった。
現代の友会徒が受け継ぐ特徴に、役職と地位を否定する点がある。例えば、インディアナ州リッチモンド（Richmond, Indiana）のクエーカーの大学アーラム大学（Earlham College）で、教授と理事は、「教授」や「博士」を付けずに学生から個人名で呼ばれている。子供たちもクエーカーの間では大人を名前で呼ぶことが広く行われている。

### 宣誓と対等の関係
この節については誠実の証明を参照のこと。
初期の友会徒は人間の扱い方がイエスの言葉の要点と考えていた。他人と正直に接することが、嘘を吐かないことよりもっと意味のあることだと感じていた。友会徒は今も使う言葉に全く嘘偽りがなくても他人を欺かないということは大事なことではないと考えている。初期の友会徒は誰かが常に事実を述べると信じて法廷でさえ宣誓を拒み、宣誓は別の方法で行おうとした。

### クエーカーの言葉
無地の服装と喋り方の実践は、「変わった人たち」として知らしめているが、現代のクエーカーは、ほとんどの場合衣装と喋り方は他の人と変わらなくなっている。
クエーカーの言葉遣いとして有名なものは、単数2人称としてyouではなくthou（所有格thy/thine、目的格thee、日本語訳すると「汝」）を使うというものである。もともとこれらの表現はドイツ語の親称2人称単数duと同起源で、古英語や中英語では盛んに使われていたが（たとえばウィリアム・シェイクスピアの戯曲ではthouが盛んに使われる）、その後の英語の発展の中でもともとは2人称複数であり、単数形としては敬称として使われていたyouが2人称一般で使われるようになったため、thouは一般的には廃れていったのに対し、クエーカー教徒は平等主義の立場から親称であるthouを使い続けてきたのである。とは言え、現代ではもはや非クエーカー教徒にとってはthouが古語の響きしか持たないことから、現代ではクエーカー教徒も、非クエーカー教徒と喋る場合にはyouを一般的に使っている。

## 証言
クエーカーの証言は、信仰の伝統的な表明方法である。証言は公に文書化されていないが、クエーカーの神と世界との接し方の共通の集大成といえる。証言は相互に関係があるので、一度に簡単に成立できるものではなく、首尾一貫している。
歴史的にみると、すべて友会徒がすべての証言に同時に一致したわけではない。例えば、友会徒は初めてアメリカ合衆国の奴隷制に反対した人々の一部だが（1773年にジャーマンタウンの月会が反対を議決した記録があるが、多くの友会徒はその後も奴隷を保有し続けた。
証言の内容は増えているとはいえ（Quaker Testimonies leaflet（英文）を参照のこと）、友会徒の教義同様に一般に受け入れられているのは次の通りである。
- 平和主義
- 誠実の証言
- 平等の証言
- 質素の証言

### 平和主義
平和主義は最も静かな証言で、友会徒の証言としても一番よく知られている。暴力は常に誤りであるという信念は、今日も認められていて、多くの良心的兵役拒否者、非暴力の提唱者、反戦活動家は、友会徒である。平和主義ゆえにたびたび友会は歴史上平和教会のひとつとみなされてきた。1947年、ノーベル平和賞を受賞し、アメリカフレンズ奉仕団とイギリスのフレンズ協議会が受け取った。
日本では「良心的軍事費拒否の会」を結成し、軍事費分の税金支払いを拒否した石谷行（いしたに・すすむ、1931年 - 2002年、教育学者、法政大学名誉教授）らが知られる。

### 誠実の証言
真実の証言でも知られる誠実の証明の個人の生活の中心に神として現れ、神以外のもの（所有物や他人からの尊敬、原理やその他のものの信仰）を否定している。友会徒にとって誠実であることはほかのことをしたい挑戦と衝動があっても聖霊の導きに従うことを選択することである。
この証言は非会徒との関係で正直で公平であることを友会徒に求めてきた。友会徒が寄与することで非会徒に適切な信用を与えその行動に対して責任を持つことでもあった。

### 平等の証言
友会徒は全ての人は神から見て平等に作られていると考えている。全ての人は同じ神の一撃でできているから、平等に扱われる価値がある。友会徒は重要な役職に女性を初めて就け女性の権利を向上させた人々であり、奴隷制反対の運動を指導し、初めて精神病者と囚人に人間的な扱いを行った人々の一員であった。

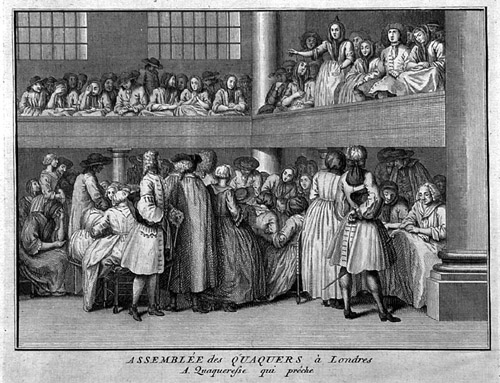
18世紀にロンドンの集会で説教する女性

### 質素の証言
友会徒にとって質素であることは、一般に物の所有と関連し、地味の意味であることも珍しくなかった。友会徒は伝統的に贅沢をするより生活に必要なものの所有に制限を加えてきた。最近ではこの証明は生態系にも広がりを見せることも多く、地球資源は公平に分け、それ以上は使うべきではないとしている。

## 礼拝

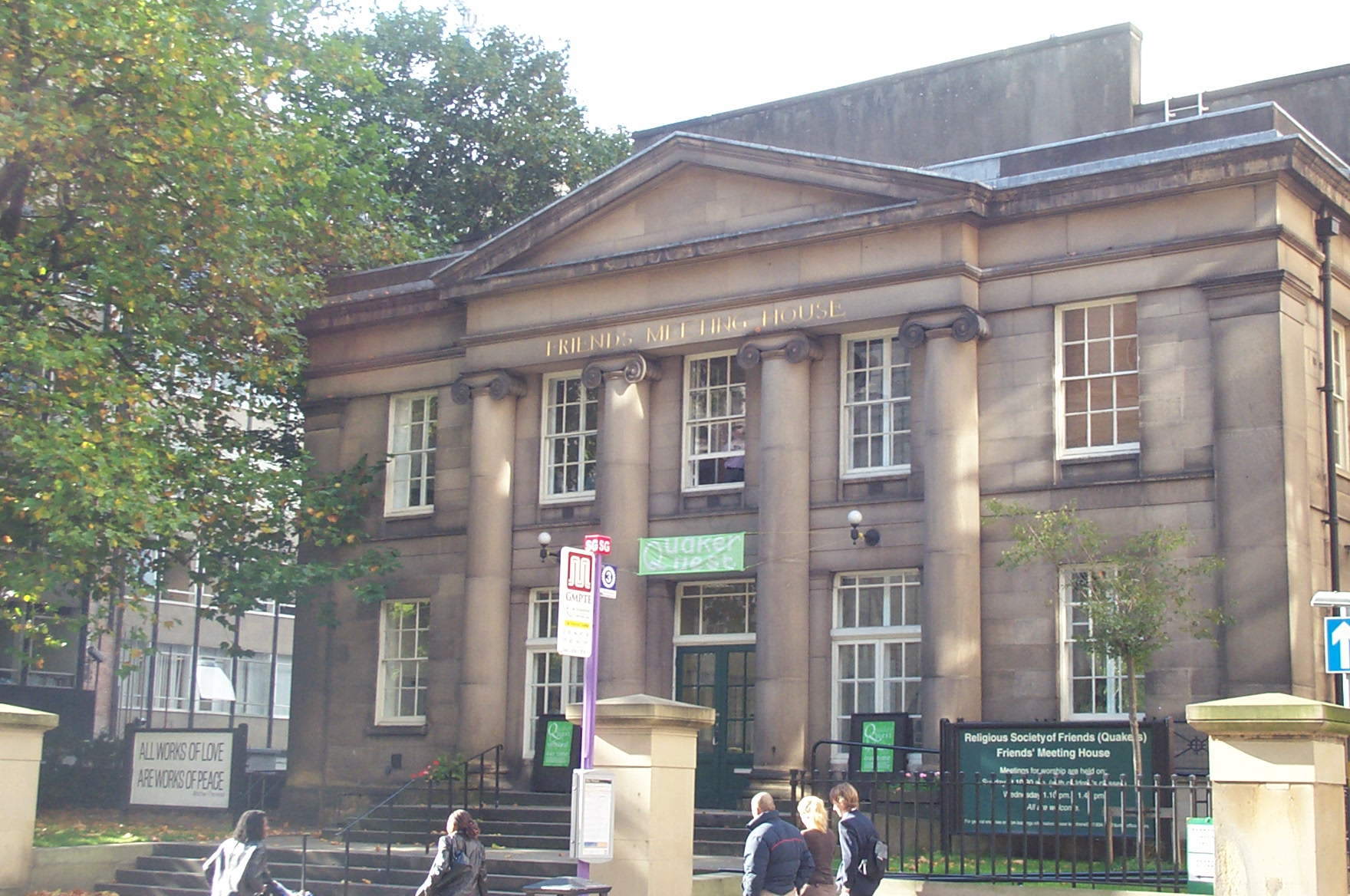
友会徒の集会場（マンチェスター）

友会徒にとって礼拝とは、日曜ごとの普段の礼拝だけでなく、月例の事務会、結婚、葬儀など教会の機能は全て礼拝の形式で行う。クエーカーの礼拝は、「プログラムされたもの」と「プログラムされていないもの」の2つが主なものとなる。
「プログラムされていない」形式は、友会徒にとって伝統的な形式であり、イギリス、アイルランド、オーストラリア、ニュージーランド、カナダ、日本などで今も行われている。「プログラムされていない」形式では、友会徒は神の言葉を共に「期待して待つ」時間となる。会徒は沈黙して待つ。一人が集まった信徒と神の言葉を共有できると感じたら、立ち上がり、共有する（その人が「神職」になる）。伝統的に神の言葉、証明、神職、演説は用意されていないもので、友会徒は神のものであれ個人のものであれ、会員の間では霊感の源を解き放つと言われている。時に会合は静かなまま終わり、時に数人が話し出すこともある（「感話」）。感話は聖書朗読や証、賛美歌歌唱（無伴奏）など様々である。話の内容は参加者がどのように感じるかとは無関係である。通常礼拝は1時間程度で終わる（集まる人によって長短はあるが）。
「プログラムされていない」形式の礼拝は、最初に入室した会徒が座り、他の会徒が静かに入室すると、すぐに始まるとされている。礼拝は事前に決められた当番（通常は「長老」）が近隣の人と握手して終わりになる。一人が（通常「集会書記」）が立ち上がり他の人と挨拶を交わした後、参加者全員が近隣の人と握手をする。多くの集会ではその後でコーヒーか紅茶が出され、友人や訪問者と交わりお喋りをする時間が設けられる。
「プログラムのある」形式は、19世紀のアメリカで自然崇拝の機運が再興した時期にクエーカーに改宗した人々のために始められた。友会徒教会の礼拝は、アメリカのプロテスタントの形式に似ている。決まって聖書の朗読と賛美歌、牧師の説教がある。イギリスと英連邦国(カナダ・オーストラリアなど）とアメリカ合衆国東北地区以外のほとんどの友会徒は、この形式で礼拝している場合が多いようである。
集会によっては「プログラムされた」形式に準じた礼拝を行うところもあり、「プログラムされていない」形式に賛美歌と聖書朗読のような要素を取り入れている。
違う形式の礼拝があることは、アメリカ合衆国のクエーカーに「静粛礼拝」はリベラル、「プログラム派」は保守的という神学上の対立を齎しているとはいえ、厳密に分けられるものではない。イギリスではアメリカ合衆国のような分裂はなかったため、「プログラムされていない」形式が続いている。その結果、イギリスの年会には更に幅広い信仰理解の多様性が見られる。

### 結婚
夫婦が結婚を決める友会徒の会合は、伝統的に結婚の意思表示をする場になっている。友会徒の伝統的な結婚式は、他の礼拝と似た形式で行い、非友会徒から見ると非常に異質な点が多くある。クエーカーの結婚式は、礼拝と同じ作法で行われる、つまり式を取り仕切り結婚を認める神父や上級者はいない。新郎新婦は今も昔も神と人間が見つめる前で結婚する。

### 会員間の意志決定
地域ごとの業務の決定は、月々の「業務関係礼拝会」または単に「業務会合」で行われている。業務のための会合は、礼拝の形式であり、決定事項は全て聖霊の導きにより調和しているゆえに行われる（「調和」または「会合の合理性」という）。
議決はしない。その代わりに、業務会合は教団のために神が意図するところを得ようとする。会合の参加者は、各自の中で神の意志を聴こうとし、導きがあれば、会衆と分かち合おうとする。それぞれが他人の貢献に注意深く耳を傾ける。
全員が「前進した」と感じれば決定がなされる。時折問題点を保留する友会徒がいるが、こうした会徒は、全体の調和に組しないが、グループの決定に反対するわけではない。他にも何人かが依然反対していても調和に達する可能性があるが、反対意見も考慮されて会合は進み、会合の意義は明らかである。
友会徒の業務は、実務的ではないように感じる。手順は失敗と遅滞があっても、できる限りうまくやっている。決定がなされるまでに問題点は全て明らかになり、教団は決定の準備が完了する。会合で決めるということは、極端に違う決定があっても、350年以上キリスト友会の中核をなしてきた。クエーカー指揮の決定は、近年世俗社会で用いられるようになって来た。（合意形成（Consensus decision-making）を参照のこと。）

### 葬儀
クエーカーの葬儀も、礼拝の形式で行う。友会徒は礼拝に集まり、故人の思い出を語り合う。特に参列者が多いと、葬儀は1時間以上掛かることが多い。葬儀ではクエーカーなりの方法で故人の思い出となるものが配られ、大抵はほとんどの人へのお別れの品になる。家族は墓碑銘の「質素」に関係ある証明を多くの集会に参加して再確認する。

## 日本での歴史

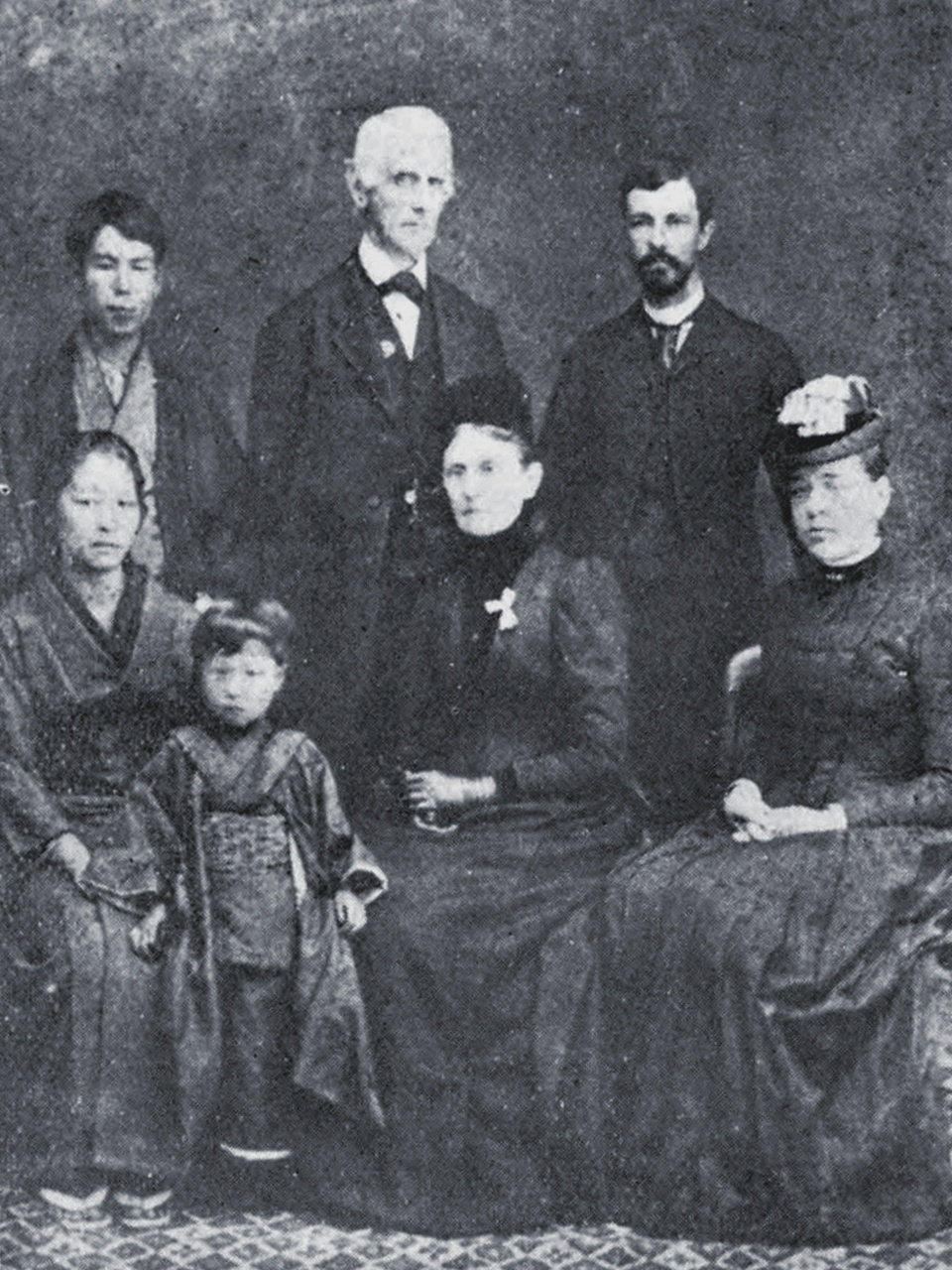
前列左から板垣母子、メアリ・ハリス・モリス、ミス・ヘーンズ、後列左から北村透谷、ウィスター・モリス、ジョセフ・コサンド

1885年にキリスト友会婦人外国伝道協会から最初の宣教師、ジョセフ・コサンドが派遣された。
戦後の日本においてはGHQのボナー・フェラーズ准将が熱心なクエーカー教徒で、日本でのクエーカーの布教活動に精力を注いだ。また、信徒のエリザベス・ヴァイニングは、後に天皇となる皇太子・上皇明仁の家庭教師を務めた。
日本では「キリスト友会日本年会」が組織され、東京都（港区、新宿区）・茨城県（水戸市、土浦市、下妻市）・大阪府（高槻市）の3都府県で計6か所の月会が組織されている。また、系列の中学校・高校（普連土学園中学校・高等学校）や社会福祉施設、幼稚園などが設立されている。礼拝形式は「プログラムされていない」ものであり、神学的には極めてリベラルで平和主義的である。聖書研究会や平和に関する学習会なども定期的に行なっている。
日本人信徒としては、上述の石谷行や新渡戸稲造らが著名である。

## 関連資料
発行年順。
- ルイス・ベンスン (小泉文子 訳) 『クエーカー信仰の本質 ― 創始者ジョージ・フォックスのメッセージ』教文館、1994年。ISBN  4764263017
- マーガレット・ホープ (岩田澄江 訳) 『ベイコンフェミニズムの母たち ― アメリカのクエーカー女性の物語』未來社、1994年。ISBN 462450108X
- 西村裕美 『小羊の戦い ― 17世紀クェイカー運動の宗教思想』未來社、1998年。ISBN 4624100352
- トマス・ケリー (小泉一郎、小泉文子 訳) 『内なる光 ― 信仰の遺書』教文館、1999年。ISBN 4764260085

洋書
- Bacon, Margaret H., The Quiet Rebels: The Story of the Quakers in America ISBN 0-87574-935-6
- Brinton, Howard H., Friends for 350 Years ISBN 0-87574-903-8
- Birkel, Michael L., Silence and Witness: The Quaker Tradition ISBN 1-57075518-3 (in the UK, ISBN 0-232-52448-3)
- Cooper, Wilmer A., A Living Faith : An Historical and Comparative Study of Quaker Beliefs. 2nd ed. ISBN 0-944350-53-4
- Gillman, Harvey, A Light that is Shining: Introduction to the Quakers ISBN 0-85245-213-6
- Hamm, Thomas D., The Quakers in America ISBN 0-231-12362-0
- Hubbard, Geoffrey, Quaker by Convincement ISBN 0-85245-189-X and ISBN 0-14-021663-4
- ed. Mullet, Michael, New Light on George Fox ISBN 1-85072-142-4
- Punshon, John, Portrait in Grey : a short history of the Quakers ISBN 0-85245-180-6
- Pym, Jim, Listening to the Light: How to Bring Quaker Simplicity and Integrity into our Lives. ISBN 0-7126-7020-3
- Smith, Robert Lawrence, A Quaker Book of Wisdom ISBN 0-688-17233-4
- West, Jessamyn (ed), The Quaker Reader ISBN 0-87574-916-X
- Wilson, Lloyd Lee, Essays On The Quaker Vision Of Gospel Order ISBN 0-87574-925-9
- Wilson, Lloyd Lee, Wrestling with Our Faith Tradition: Collected Public Witness, 1995-2004 ISBN 1-888305-36-3

### クエーカーに関する情報
- Links, websites, mailing lists, and other information on Quakers
- Warwickshire Monthly Meeting - about Quakers in Britain
- Quaker Information Center
- Friends General Conference online resources library
- Quakers in Britain
- Friends Schools in the UK
- A Guide to Quaker Websites and Blogs
- Open Directory Project: Religious Society of Friends
- Quakers, University of Virginia Religious Movements Project
- BBC's page on Quakers
- Beliefs and Business: the experience of Quaker Companies
- キリスト友会日本年会

### クエーカー関連組織
- Friends General Conference
- Friends United Meeting
- Evangelical Friends International
- Religious Society of Friends in Britain
- American Friends Service Committee
- Friends Committee on National Legislation (US)
- New Foundation Fellowship (UK)
- Friends Council on Education (US)
- Friends for Lesbian, Gay, Bisexual, Transgender & Queer Concerns (FLGBTQC)
- Who Are The Quakers?（日本語）
- 普連土学園

### クエーカー研修機関
- Woodbrooke Quaker Study Centre, UK
- Pendle Hill Quaker Study Center, US

### Quaker links
- Online Meeting for Worship
- Quakerfinder.org find unprogrammed Meetings in U.S. & Canada
- Find Meetings in Great Britain
- "Quaker E-mail lists"

### クエーカーの著作
- Online Faith & Practice
- Philadelphia Yearly Meeting: Faith & Practice
- Britain Yearly Meeting: Faith & Practice
- Quakerbooks Friends General Conference bookstore
- Barclay Press (Evangelical Friends)
- Quaker Electronic Archive
- Quaker Heritage Press Online Texts
- Advices and Queries